# 베뉴지
베뉴지(VenueG)는 대한민국의 부동산, 백화점, 및 레저 업체이며, 경기도 고양시 일산서구 주엽2동에 본점이 있다. 2011년까지 서울, 경기, 인천 등 수도권을 중심으로 백화점과 마트 영업점이 다수 존재하였으나, 마지막 점포였던 일산점마저 2025년 6월 1일을 끝으로 영업을 종료하였다.

## 연혁
- 1979년 4월 27일 (주)시대주택건설로 설립
- 1983년 12월 13일 그랜드물산(주)으로 상호 변경
- 1984년 그랜드(주)로 상호 변경
- 1985년 시장개설허가(강남구 73호) 취득
- 1986년 4월 29일 그랜드 강남점 개점
- 1986년 4월 30일 그랜드백화점으로 상호 변경
- 1989년 11월 10일 그랜드 유통 설립
- 1990년 5월 21일 그랜드산업개발(주)로 상호 변경
- 1991년 3월 16일 그랜드 종합건설 설립
- 1992년 7월 18일 그랜드자동차 정비공장 개장
- 1994년 5월 10일 그랜드백화점 신촌점(신촌 그랜드 플라자) 개점
- 1995년 5월 1일 그랜드마트 화곡점 개점
- 1996년 10월 31일 그랜드백화점 일산점 개점
- 1998년 7월 31일 그랜드마트 계양점 개점
- 1999년 8월 22일 사업구조조정으로 그랜드백화점 강남점을 롯데쇼핑에 매각, 계열사인 그랜드종합건설(주)와 정도정밀공업(주)을 흡수합병
- 2000년 1월 17일 그랜드산업개발(주)에서 그랜드백화점주식회사로 상호변경
- 2000년 1월 21일 그랜드마트 강서점 개점
- 2000년 6월 23일 그랜드마트 신당점 개점
- 2007년 1월 그랜드마트 화곡점 폐점
- 2012년 9월 그랜드백화점 영통, 계양점을 롯데쇼핑에 매각. 영통점은 롯데쇼핑플라자으로 재탄생하여, 마트,영화관,토이저러스 등으로 구성되었다. 계양점은 롯데마트 계양점으로 재탄생.
- 2012년 9월 그랜드마트 강서점 매각
- 2012년 9월 그랜드마트 신당점 폐점
- 2012년 10월 그랜드마트 신촌점(신촌 그랜드 플라자) 지상층을 타업체에 임대
- 2018년 9월 30일 그랜드마트 신촌점 폐점
- 2019년 3월 18일 법인명이 베뉴지주식회사로 변경됨
- 2025년 6월 1일 그랜드백화점 일산점 폐점

## 베뉴지 본사소재지
- 베뉴지웨딩: 서울특별시 강서구 강서로 388 (등촌동)

- 그랜드물류센터: 경기도 용인시 수지구 문인로 30-1 (동천동)

- 호텔베뉴지: 서울특별시 종로구 청계천로 117 (관수동)

- 베뉴지컨트리클럽: 경기도 가평군 가평읍 승안리(예정)

- 그랜드 아쿠아 &피트니스 서울특별시 강서구 화곡로

## 과거 존재한 지점
본점(폐점)
서울특별시 강남구 대치동에 위치해 있었고 2000년 매출 감소로 인한 영업 부진으로 인해 롯데쇼핑에 매각되었고, 이후로는 롯데백화점 강남점으로 운영되고 있다.
일산점(폐점)
경기도 고양시 일산서구 중앙로 1436에 위치해 있었고 1996년 10월 31일 오픈하였으며, 수도권 전철 3호선 주엽역 앞에 있었다. 지상 10층, 지하 6층 (주차빌딩: 지상 12층, 지하 6층)의 규모로 운영되었으나, 2025년 6월 1일에 폐점했다.
영통점(폐점)
경기도 수원시 영통구에 위치해있었고 2012년 5월 롯데쇼핑에 인수되어 롯데쇼핑플라자로 운영되고 있다.
계양점(폐점)
인천광역시 계양구 계양2동에 위치해있었고 2012년 9월 롯데쇼핑에 인수되어 롯데마트로 운영되고 있다.
강서점(폐점)
서울특별시 강서구 등촌동에 위치해있었고 2012년 9월 이랜드에 인수되어 NC백화점으로 운영되고 있다.
화곡점(폐점)
신당점(폐점)
신촌점(폐점)
서울특별시 마포구 신촌로 94(노고산동)에 위치해 있었고 1994년 5월 10일 오픈하였으며, 서울 지하철 2호선 신촌역 앞에 있었다. 그랜드플라자 건물 소유주인 그랜드백화점의 모기업이 지상층 상업 시설은 이랜드에 직접 임대를 주게 되고 지하층만 그랜드백화점에서 운영하게 되어 규모가 크게 축소되었다가, 2018년 9월 30일에 폐점했다. 현재 모기업에서 이마트에 그랜드플라자 지하층을 임대하여 이마트 신촌점이 들어섰다.